# Fatima Sultani
Fatima Sultani é uma montanhista afegã, a mais jovem a escalar a montanha Noshaq, o pico mais alto do Afeganistão, com 7492 metros de altitude. Foi classificada como uma das 100 mulheres mais inspiradoras do mundo, pela BBC 100 Women, no ano de 2021.

## Biografia
Com 14 anos, começou a treinar artes marciais. Fez parte da equipe nacional de taekwondo, durante um ano. E, com 17 anos, Sultani e outra mulher afegã de 19 anos, se tornaram as primeiras mulheres afegãs a se formarem em ninjutsu no país.
Em 6 de agosto de 2020, alcançou o cume da montanha mais alta do Afeganistão, o Noshaq, com 7.492 metros de altitude. Fazia parte de uma equipe composta de 9 membros, sendo 3 deles mulheres e Sultani a mais nova entre elas.
Filha de Abdul Wahid Sultani, viveu em Cabul com seus pais e a irmã, até a retomada do Talibã em agosto de 2021. Passou a ser ameaçada de morte e foi agredida fisicamente. Precisou se refugiar, conseguindo asilo na Polônia, com ajuda de amigos poloneses do canal no Youtube Planeta Abstract, que enviaram uma petição ao Governo Polonês pedindo o asilo. Ficou um pouco mais de 3 meses no campo de refugiados de Bezwola, onde criou uma academia de ginastica para os refugiados. Atualmente, mora em Bemowo; e continua a praticar boxe e montanhismo.